# Noahkai Banks
Noahkai Dominic Banks (* 1. Dezember 2006 in Honolulu, Hawaii) ist ein US-amerikanisch-deutscher Fußballspieler. Der Verteidiger steht beim FC Augsburg unter Vertrag und ist US-amerikanischer Nachwuchsnationalspieler.

## Persönliches
Banks ist nach eigener Aussage in Honolulu auf Hawaii geboren und besitzt sowohl die US-amerikanische als auch die deutsche Staatsbürgerschaft. Seine Mutter Nadine stammt aus Stuttgart und lebt mit seinem Stiefvater in Dietmannsried im Allgäu. Dort ist Banks aufgewachsen. Sein Vater ist US-Amerikaner und lebt in Washington DC, unter anderem durch ihn hat Banks eine enge Verbindung zu den Vereinigten Staaten.

## Karriere

### Verein
Seine Fußballkarriere begann er beim TSV Dietmannsried, bevor er 2015 in die Jugendakademie des FC Augsburg wechselte. Seit der U10 spielt Banks für den FC Augsburg. In der Saison 2023/24 kam er sowohl in der U-19-Bundesliga Süd/Südwest als auch in der Regionalliga Bayern für die U-23 zum Einsatz. Im Juli 2024 unterzeichnete er im Alter von 17 Jahren einen Profivertrag beim FC Augsburg mit einer Laufzeit bis zum 30. Juni 2027 und der Option auf zwei weitere Jahre. Im Juni 2025 wurde der Vertrag vorzeitig bis zum 30. Juni 2029 verlängert.
Sein Debüt in der Bundesliga gab Banks in der Saison 2024/25 am 12. Januar 2025 bei einer 0:1-Heimniederlage gegen den VfB Stuttgart.
Am 20. Spieltag der Saison 2024/25 stieg Banks mit einem Lebensalter von 18 Jahren und zwei Monaten zum historisch jüngsten Eigentorschützen der Bundesliga-Historie auf. Er löste den einstigen Frankfurter Vladimir Maljković ab, der bei seinem Eigentor im Dezember 2000 rund zwei Monate älter war.

### Nationalmannschaft
Banks sammelte internationale Erfahrung mit den Juniorenteams der Vereinigten Staaten. Er nahm unter anderem an der U-17-Weltmeisterschaft 2023 teil und spielte für die U-17-, U-19- und U-20-Nationalmannschaften.